# August Gräffer
August Gräffer (* 1740 in Hochkirch in der Oberlausitz,  Schlesien; † 2. Juli 1816 in Wien) war ein österreichischer Buchhändler, Verleger und Militärschriftsteller.

## Leben
August Gräffer gründete, nachdem er seine Lehrzeit bestanden und sich an verschiedenen Orten um seine weitere bibliographische Ausbildung bemüht hatte, in Wien einen eigenen Verlag. Er richtete seine Aufmerksamkeit vorzugsweise auf die militärische Literatur, wie er auch durch seine Firma Militärische Buchhandlung bekanntgab. Er begann und verlegte seit 1790 den Militär-Almanach (Schematismus) der k. k. Armee, bis er ihn 1814 unter vorteilhaften Bedingungen an die Staatsdruckerei abtrat.
Neben der Beschäftigung als Verleger sammelte Gräffer Stoff zur Geschichte des österreichischen Militärwesens und gab anonym heraus:
- Geschichte der k. k. Regimenter, Wien 1792: zweite Auflage 2 Bde. Wien 1799–1804; 3. Auflage 3 Bände in 5 Teilen Wien 1812
- Geschichte des Maria-Theresien-Ordens, Wien 1796
- Beitrag zu den Annalen der österreichischen Ritter-Orden, 3 Teile, Wien 1796–1802; neue Auflage 3 Teile, Wien 1809
- Belohnungsgeschichte der k. k. obligaten Mannschaft, 2 Bände, Wien 1797
- Skizze des zweiten französisch-republikanischen Krieges, Wien 1804

August Gräffer ging 1783 seine zweite Ehe mit Katharina, geb. Königsberger ein, mit der er die Söhne Franz Arnold und Anton sowie die Töchter Carolina und Johanna hatte. Er starb 1816 in Wien.